# 1443 en musique classique
| \| • Retour à la chronologie générale de la musique classique • \| |
| Grèce • Rome • Haut Moyen Âge • VIIIe siècle • IXe siècle • Xe siècle • XIe siècle XIIe siècle • XIIIe siècle • XIVe siècle • XVe siècle • XVIe siècle • XVIIe siècle XVIIIe siècle • XIXe siècle • XXe siècle • XXIe siècle |
| • Retour à la chronologie générale de la musique classique • |

| Années en musique classique : 1440 - 1441 - 1442 - 1443 - 1444 - 1445 - 1446    |
| Décennies en musique classique : 1410 - 1420 - 1430 - 1440 - 1450 - 1460 - 1470 |

## Événements
- Johannes Pullois devient maître de chant à la cathédrale Notre-Dame d'Anvers.